# Lichtensteins bladspeurder
Lichtensteins bladspeurder (Anabacerthia lichtensteini synoniem: Philydor lichtensteini) is een zangvogel uit de familie ovenvogels (Furnariidae). Deze vogel is genoemd naar de Duitse zoöloog Martin Lichtenstein.

## Verspreiding en leefgebied
Deze soort komt voor van oostelijk Paraguay tot oostelijk en zuidoostelijk Brazilië en noordoostelijk Argentinië.

## Status
De grootte van de populatie is niet gekwantificeerd maar de soort wordt omschreven als algemeen. Op de Rode lijst van de IUCN heeft deze soort de status niet bedreigd.